# Пьеркэн де Жамблу, Клод-Шарль
Клод-Шарль Пьеркэ́н де Жамблу́ (фр. Claude-Charles Pierquin de Gembloux; 26 декабря 1798 года, Брюссель — сентябрь 1863 года, Бурж) — французский врач, академический инспектор, разноплановый писатель и эрудит по истории, археологии, нумизматике, филологии, педагогике, медицине, гигиене и поэзии; состоял членом 50 научных обществ. Создал обезьяний словарь, выделив в языке южноамериканских обезьян 11 слов.

## Творчество
Автор 160 научных трудов по самым разнообразным областям знаний. Некоторые из них:
- «Трактат о бешенстве животных» (Traité de la folie des animaux);
- «Histoire littéraire et philologique des patois» (1841);
- «Sur la paléographie gauloise» (1841);
- «Зооязыкознание» (Idiomologie des animaux, 1844).